# Drillsnäppa
Drillsnäppa (Actitis hypoleucos) är en vadare inom familjen snäppor som förekommer vid steniga stränder i Europa och Asien. Den känns den igen på sina gungande kroppsrörelser och den stela flykten tätt ovanför vattenytan. Arten minskar i antal, i Sverige så pass att den listas som nära hotad.

## Utseende och läte
Krävan och den övre delen av halsens sidor är brungrå, med svarta fläckar och tvärstreck samt bronsglans på manteln. De undre delarna är vita, stjärten brungrå, med de mellersta pennorna tvärbandade av svart och de yttre alltmer vita. Näbbfåran sträcker sig förbi näbbens mitt och stjärten når en bra bit utanför de hoplagda vingarnas spets. Hela fågelns längd är 20-22 cm och vingspannet 38-41 cm.

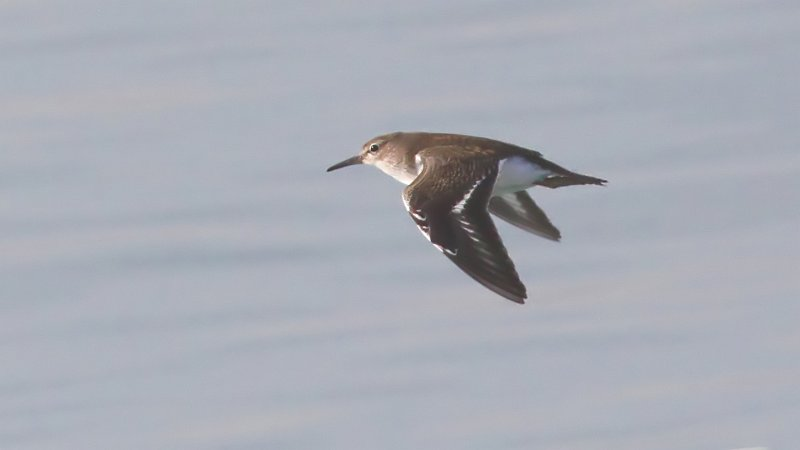
Ofta flyger drillsnäppan med nedböjda, lite stela, dallrande vingar tätt utmed vattenytan.

Den använder ofta sitt karakteristiska lockläte, ett vemodigt, ofta fyr- eller femstavigt pipande läte som sjunker i tonläge för varje stavelse och låter som "hi-diii-dii-dii".

## Systematik och utbredning

### Systematik
Drillsnäppan beskrevs taxonomiskt första gången 1758 av Linné under det vetenskapliga namnet Tringa hypoleucos. Tillsammans med sin systerart, fläckdrillsnäppa (Actitis macularia), som häckar i Amerika, utgör den släktet Actitis. Deras båda utbredningsområden överlappar inte varandra men enstaka felflugna individer har hybridiserat med den andra arten. Hybridisering har också observerats mellan drillsnäppa och skogssnäppa, där den senare tillhör det närbesläktade släktet Tringa.

### Utbredning
Drillsnäppan är en flyttfågel som häckar över stora delar av Europa och Asien. Den övervintrar i Afrika, södra Asien och Australasien.

### Förekomst i Sverige
På våren anländer drillsnäppan till Sverige i april. De äldre återvänder mot södern i augusti, de yngre något senare. Den häckar allmänt över hela landet, inte minst i Lappland.

## Ekologi

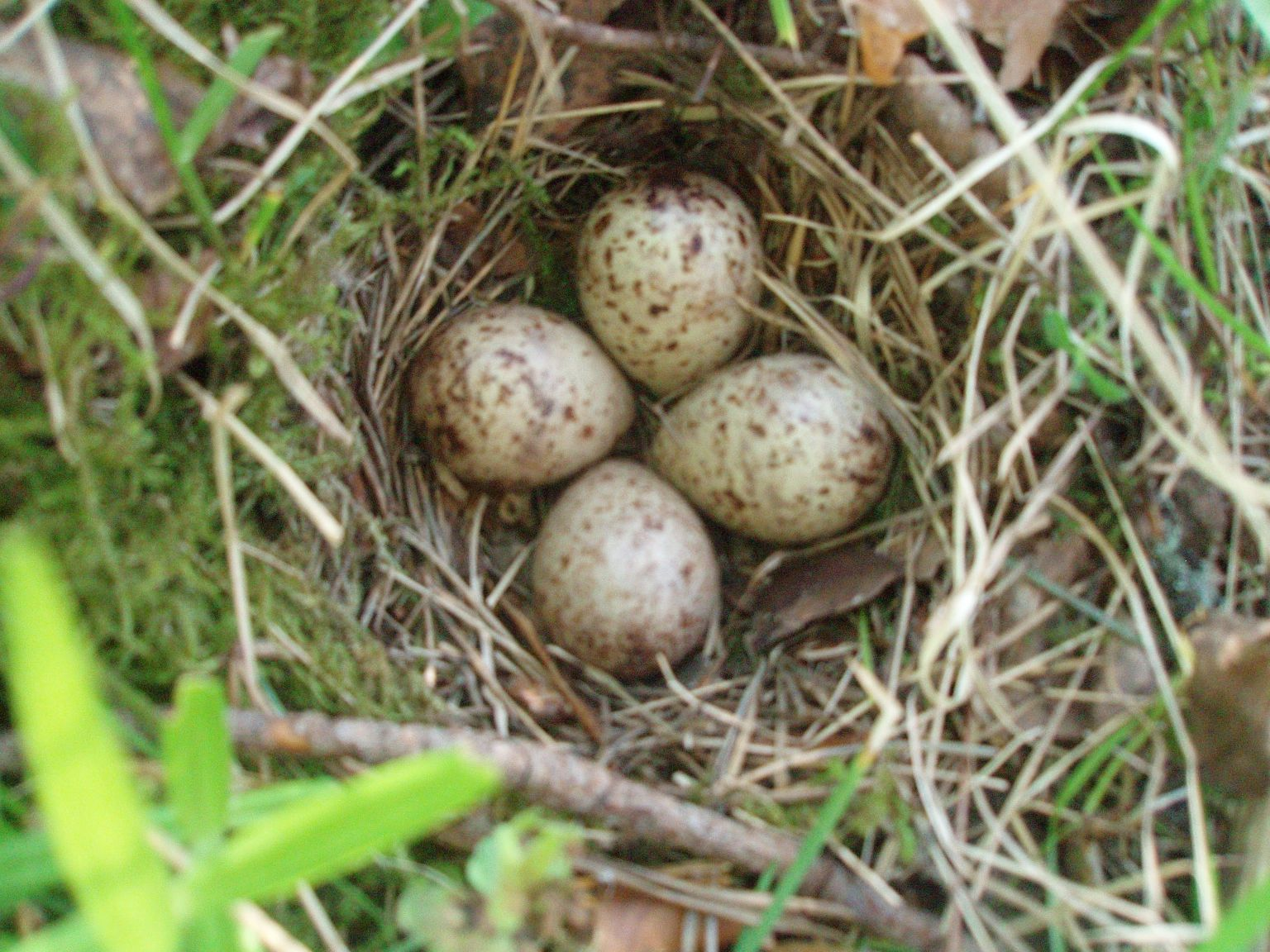
Drillsnäppans bo med sina fyra spräckliga ägg. Drillsnäppan gömmer sällan sitt bo särskilt väl, utan litar på äggens kamouflerande teckning.

Drillsnäppan är en livlig, försiktig och skygg fågel, som springer omkring på marken med trippande steg och då och då sätter sig på stenar eller trädstammar som sticker upp ur vattnet. När den sitter vippar den ofta upp och ned med stjärten, ungefär som en sädesärla. Ofta flyger drillsnäppan med nedböjda, lite stela, dallrande vingar tätt utmed vattenytan, samtidigt som den ofta låter höra sitt drillande läte som upprepas flera gånger.
Drillsnäppan är en flyttfågel som häckar vid steniga, buskbeväxta stränder, såväl inne i landet som, fast mera sällan, vid havskusten. Dess föda består av maskar, insekter och insektslarver, särskilt sländor och flugor, som den plockar på stranden eller fångar i flykten. Boet placeras på marken, oftast nära, men ibland ganska långt från vatten, och den lägger i snitt fyra vitgula, brunt och askgrått fläckiga, 36 mm långa ägg. Drillsnäppan gömmer sällan sitt bo särskilt väl, utan litar på äggens kamouflerande teckning.

## Drillsnäppan och människan

### Status och hot
Arten har ett stort utbredningsområde och en stor population, men tros minska i antal, dock inte tillräckligt kraftigt för att den ska betraktas som hotad. IUCN kategoriserar därför arten som livskraftig (LC). Världspopulationen uppskattas till 2,6-3,2 miljoner individer, varav det i Europa tros häcka mellan knappt 800 000 och knappt 1,5 miljoner par.
I Sverige har populationen minskat under flera års tid och på 2010 års rödlista upptogs drillsnäppan som nära hotad. I 2015 års rödslista ansågs den vara livskraftig igen, men har ånyo kategoriserats som nära hotad 2020. Beståndet uppskattades 2018 till 92 000 par.

### Namn
Drillsnäppan kallades förr bland annat för strandsittare, lilla strandsittaren eller fisklita. I norra Bohuslän kallades den, tillsammans med flera andra mindre vadare, för strandvipa. På öarna i Östersjön kallades den för tolkapiga för att den ansågs vara ett tjänstehjon åt tolken, det vill säga rödbenan.
Den har också lokalt kallats för strandpipare, vilket är förståeligt när man hör dess vemodiga drillande kring stränderna där den springer omkring och piper. På engelska heter den sandpiper och på finska rantasipi, vilket bidrar till förvirringen. De egentliga strandpiparna är dock inte närbesläktade utan tillhör en annan familj av vadarna.